# مجد الانتقام
مجد الانتقام (بالكورية: 더 글로리)؛ هو مسلسل ويب كوري جنوبي، من كتابة كيم إيون سوك، وإخراج اهن جيل هو، ومن بطولة سونغ هاي كيو، لي دو هيون، ليم جي يون، يوم هي ران، بارك سونغ هون، وجونغ سونغ إيل. صدر على نتفليكس في 30 ديسمبر، 2022، تم إصدار الجزء الثاني منه في 10 مارس 2023.
تم تضمين المسلسل بين أفضل 10 مسلسلات نتفليكس (غير إنجليزية) على الإطلاق في المرتبة الخامسة، حيث حقق 436.90 مليون ساعة مشاهدة في أول 28 يومًا من الإصدار.

## القصة
بعد مرور سنين من تعرضها لاعتداء مروع في المدرسة الثانوية، تبدأ «دونغ يون» تنفيذ مخطّط انتقام مُحكم، لتجعل المعتدين يدفعون ثمن جرائمهم.

## الطاقم

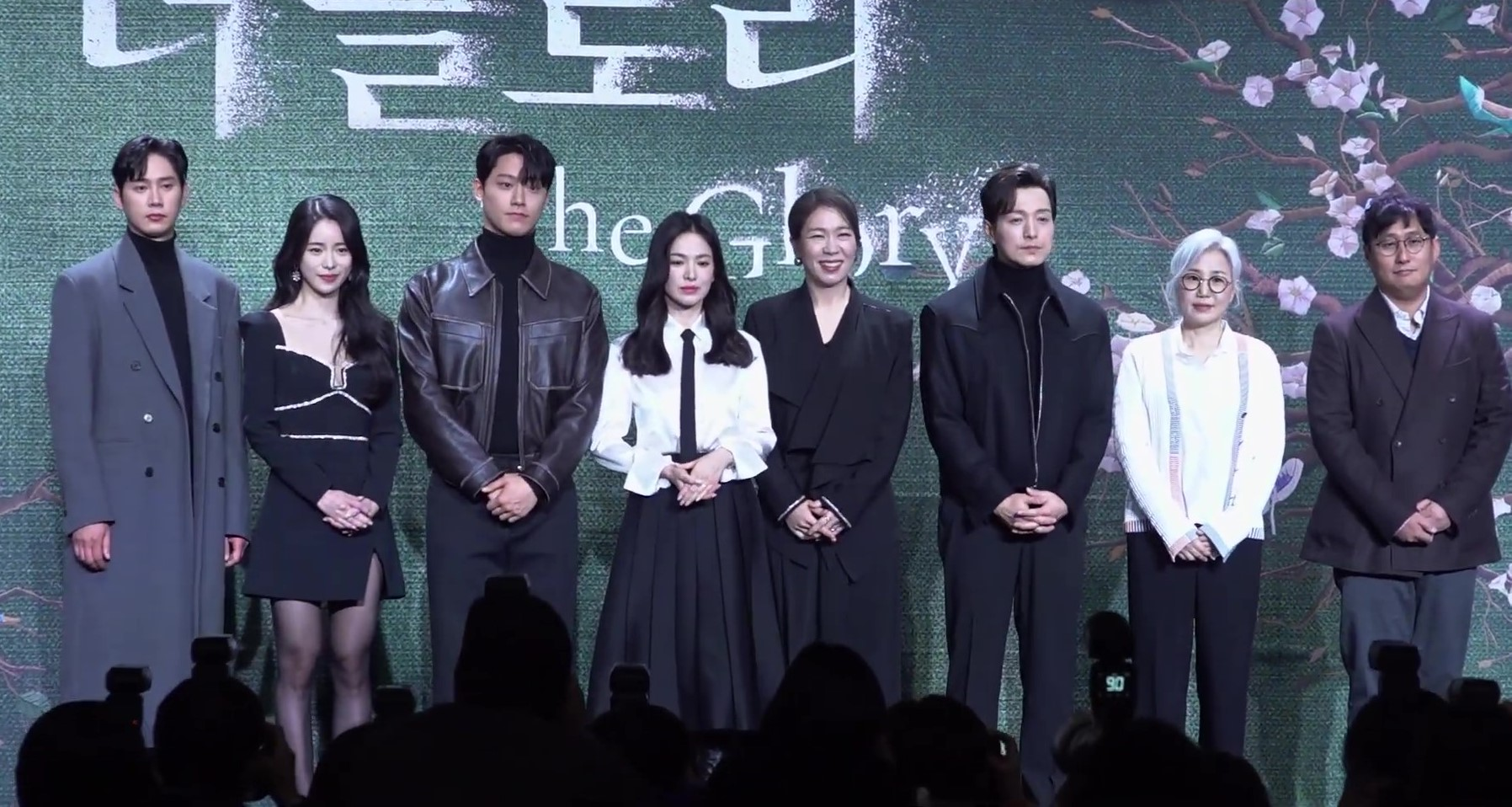
طاقم التمثيل والكاتبة ومخرج المسلسل في مؤتمر صحفي في ديسمبر 2022.

- سونغ هاي كيو في دور مون دونغ إيون.[9]
- جونغ جي سو في دور المراهقة مون دونغ إيون.[10]
- لي دو هيون في دور جو يو جيونغ.[9]
- ليم جي يون بدور بارك يون جين.[11]
- شين يي يون بدور بارك يو جين بسن المراهقة.[12]
- يوم هاي ران في دور كانغ هيون نام.[11]
- بارك سونغ هون في دور جيون جاي جون.[13]
- جونغ سونغ إيل في دور ها دو يونغ.[11]
- تشا جو يونغ في دور تشوي هاي جيونغ.[14]
- كيم هيورا في دور لي سا را.[15]
- باي كانغ هي في المراهقة دور لي سا را.[16]
- كيم جون وو في دور سون ميونغ أوه[17]
- سيو وو هيوك في دور المراهقة سون ميونغ أوه.[17]

## الاستقبال

### الجزء 1
بعد يومين من صدوره، احتل المسلسل المرتبة الخامسة عالميًا في فئة عروض نتفليكس التلفزيونية. احتل المسلسل المرتبة الأولى في 71 دولة في يوم واحد فقط، بما في ذلك كوريا وإندونيسيا وماليزيا والفلبين وقطر والمملكة العربية السعودية وسنغافورة وتايوان وتايلاند وفنزويلا. ظهر المسلسل لأول مرة في المرتبة الثالثة على لافضل 10 العروض المشاهدة في فئة البرامج التلفزيونية لغير الإنجليزية للأسبوع 26 ديسمبر - 1 يناير، مع مشاهدة 25.41 مليون ساعة. ثم احتل المرتبة الأولى في نفس القائمة في الأسبوع التالي، 2-8 من (يناير)، بمجموع 82.48 مليون ساعة مشاهدة.

### الجزء 2
الجزء الثاني من المسلسل، سجل أكثر من 120 مليون ساعة من المشاهدة في الأسبوع الأول بعد إطلاقه. احتل المركز الأول في فئة البرامج التلفزيونية لغير الإنجليزية في الأسبوع الاول من الاصدار، متجاوز مسلسل <أنت> الموسم الرابع، والذي سجل 75.81 مليون ساعة.

## الجوائز
| حفل توزيع الجوائز     | السنة | الفئة             | المرشح / العمل                  | النتيجة | م.     |
| --------------------- | ----- | ----------------- | ------------------------------- | ------- | ------ |
| جوائز بايكسانغ للفنون | 2023 ‏ | أفضل دراما        | المجد                           | فوز     | [ 23 ] |
| جوائز بايكسانغ للفنون | 2023 ‏ | أفضل ممثلة        | سونغ هاي كيو                    | فوز     | [ 23 ] |
| جوائز بايكسانغ للفنون | 2023 ‏ | أفضل ممثل مساعد   | لارك سانغ هون                   | رُشِّح     | [ 23 ] |
| جوائز بايكسانغ للفنون | 2023 ‏ | أفضل ممثلة مساعدة | ايوم هاي ران                    | رُشِّح     | [ 23 ] |
| جوائز بايكسانغ للفنون | 2023 ‏ | أفضل ممثلة مساعدة | ليم جي-يون                      | فوز     | [ 23 ] |
| جوائز بايكسانغ للفنون | 2023 ‏ | أفضل ممثل جديد    | كيم جون وو                      | رُشِّح     | [ 23 ] |
| جوائز بايكسانغ للفنون | 2023 ‏ | أفضل ممثلة جديدة  | كيم هيو ري                      | رُشِّح     | [ 23 ] |
| جوائز بايكسانغ للفنون | 2023 ‏ | أفضل سيناريو      | كيم ايون سوك                    | رُشِّح     | [ 23 ] |
| جوائز بايكسانغ للفنون | 2023 ‏ | جائزة فنية        | جانغ جونغ كيونغ (تصوير سينمائي) | رُشِّح     | [ 23 ] |

## الإنتاج

### صناعة
بدأ التحضير للمسلسل في يناير العام الماضي 2021، سيتم إنتاج المسلسل مسبقاً كاملاً بواسطة شركة هوا آند دام بيكتشرز التابعة لقسم استوديو دراغون، وهي سلسلة أصلية لشبكة نتفليكس. المسلسل مقسم على جزئين، سيتكون كل جزء من 8 حلقات، بمجموع 16 حلقة.
المسلسل من إخراج اهن جيل هو (مخرج لدى SBS سابقا)، الذي عمل على مسلسلات مثل السيدة الشرطية (2015)، والدراما اليومية مثل امرأة زوج ابني ومسلسل أنا آمرك (2015)، وخارج SBS مثل الغابة السرية (2016)، ذكريات القصر الحمراء (2018)، مراقب (2019)، السعادة (2021). ومن كتابة كيم ايون سوك التي كتبت مسلسلات مثل عشاق في باريس، الحديقة السرية، الورثة، احفاد الشمس، العفريت والسيد المشرق.

### طاقم
في يوليو 2022، أكد بدا إنتاجه مع تأكيد الممثلين سونغ هاي كيو، لي دو هيون، ليم جي يون، يوم هي ران، بارك سونغ هون، وجونغ سونغ إيل.

## روابط خارجية
- مجد الانتقام على موقع IMDb (الإنجليزية)
- مجد الانتقام على موقع ميتاكريتيك (الإنجليزية)
- مجد الانتقام على موقع روتن توميتوز (الإنجليزية)
- مجد الانتقام على موقع نتفليكس (الإنجليزية)
- مجد الانتقام على موقع فيلمافينيتي (الإسبانية)
- مجد الانتقام على موقع ليتربوكسد (الإنجليزية)
- مجد الانتقام على موقع كينوبويسك (الروسية)
- مجد الانتقام على موقع ألو سيني (الفرنسية)
- مجد الانتقام على موقع قاعدة بيانات الفيلم (الإنجليزية)
- مجد الانتقام على هانسينما